# Collio Goriziano Pinot Bianco riserva
Le Collio Goriziano Pinot Bianco riserva (ou Collio Pinot Bianco riserva) est un vin blanc italien de la région Frioul-Vénétie Julienne doté d'une appellation DOC depuis le 3 novembre 1989. Seuls ont droit à la DOC les vins récoltés à l'intérieur de l'aire de production définie par le décret. Les vignobles autorisés se situent dans la province de Gorizia dans les communes et hameaux de Brazzano, Capriva del Friuli, Cormons - Plessiva, Dolegna del Collio, Farra d'Isonzo, Lucinico, Mossa, Oslavia, Ruttars et San Floriano del Collio.
Le Collio Goriziano Pinot Bianco riserva répond à un cahier des charges plus exigeant que le Collio Goriziano Pinot Bianco, essentiellement en relation avec le vieillissement.

## Caractéristiques organoleptiques
- couleur : jaune paille plus ou moins intense.
- odeur : caractéristique, agréable, délicat
- saveur : sec, plein, harmonique,

Le Collio Goriziano Pinot Bianco riserva se déguste à une température comprise entre 8 et 10 °C. Il se gardera 2 - 3 ans.

## Production
Province, saison, volume en hectolitres :
- pas de données disponibles